# Макс Хартунг
Макс Хартунг (нім. Maximilian Hartung; нар. 8 жовтня 1989 року, Аахен, Німеччина) — німецький фехтувальник на шпагах, чемпіон світу та Європи.

## Виступи на Олімпіадах
| Олімпіада           | Дисципліна          | Місце |
| ------------------- | ------------------- | ----- |
| Лондон 2012         | індивідуальна шабля | 7     |
| Лондон 2012         | командна шабля      | 5     |
| Ріо-де-Жанейро 2016 | індивідуальна шабля | 10    |
| Токіо 2020          | індивідуальна шабля | 10    |
| Токіо 2020          | командна шабля      | 4     |